# 武富正夫
武富 正夫（たけとみ まさお、1963年10月22日 - ）は、日本の実業家。第一フロンティア生命株式会社代表取締役社長。

## 人物・経歴
兵庫県出身。1986年関西学院大学経済学部卒業、第一生命保険入社。長く人事を担当し、2007年人事部長に就任。2008年契約医務部長。2012年執行役員事務企画部長に昇格。2013年執行役員人事部長。2014年執行役員グループ人事ユニット長。2016年第一生命ホールディングス常務執行役員人事ユニット長。2017年第一生命ホールディングス取締役常務執行役員DSR経営推進本部長。2018年から第一フロンティア生命代表取締役社長を務め、外貨建て養老保険サービスを開始するなど、高齢者を中心とした資産承継ニーズへの対応などを進めた。2023年3月第一フロンティア生命代表取締役社長退任。